# Кунгсбакаон
Кунгсбакаон (швед. Kungsbackaån) — мала річка на заході південної частини Швеції. Довжина річки становить 45 км,   площа басейну  — 301,9 км²,   середня річна витрата води — 5 м³/с, мінімальна витрата води на день — 0,12 м³/с. 

## Назва
Сучасна назва річки походить від назви міста Кунгсбака, що лежить у її гирлі. До отримання теперішньої назви річка мала назву Ænna. 

## Географія
Річка Кунгсбакаон бере початок від групи озер, що мають спільну назву Інгшеарна (швед. Ingsjöarna),  у гірському регіоні південного заходу Швеції, на висоті 150 м над рівнем моря.  Річка протікає долиною, вкритою лісами, з незначною часткою сільськогосподарських угідь. 53 % річкового басейну зайнято лісами, 11 % — сільськогосподарськими угіддями. Озера займають 6 % площі басейну. Найбільша притока Кунгсбакаону — річка Ліллон (швед. Lillån).     
У річку на нерест на довжину до 23 км заходять лосось і пструг. На двох греблях, побудованих на річці, споруджено рибопропускні споруди. 